# 藤堂長守
藤堂 長守（とうどう ながもり、正保4年4月18日（1647年5月22日） - 元禄10年閏2月7日（1697年3月29日））は、津藩士名張藤堂家（藤堂宮内家）第3代。伊賀国名張1万5000石の領主。通称は九八郎、右近、宮内。父は名張藤堂家第2代・藤堂長正。母は生駒正俊の娘。祖父は藤堂高吉。兄弟は藤堂長宥、藤堂長定、桂草因室、藤堂隼人長好室、本阿弥光常室、隅屋惣左衛門室、有馬涼竹室、小澤宇右衛門正言室。子は長源。

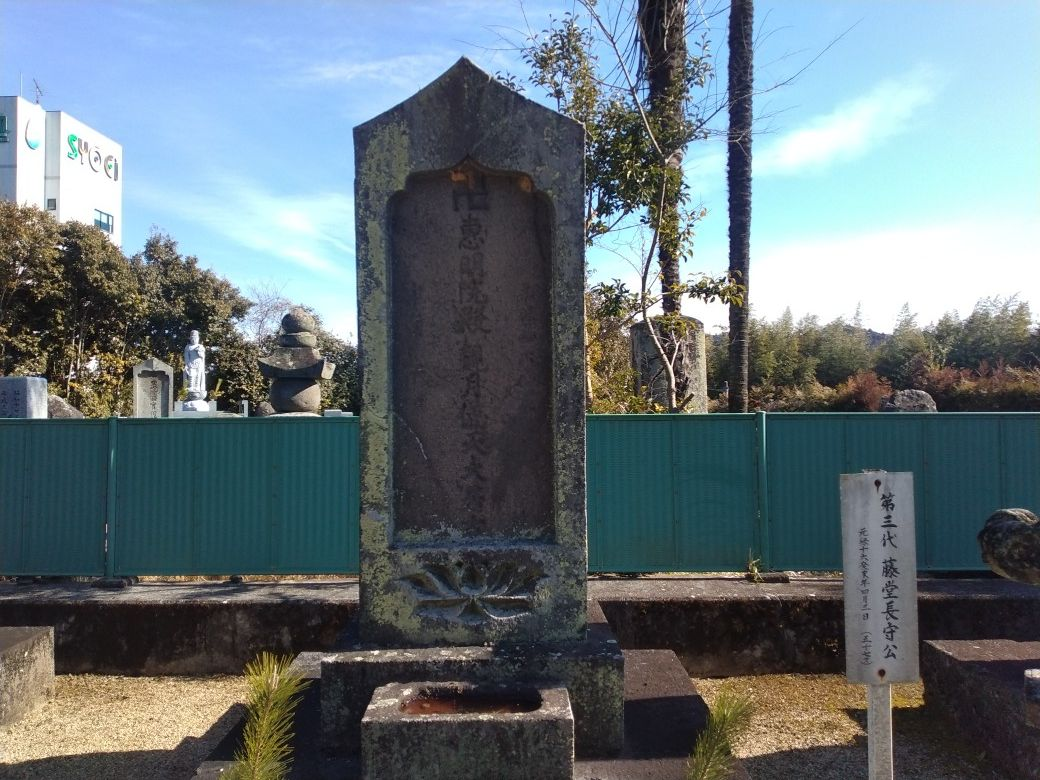
藤堂長守の墓(名張市徳蓮院)

父長正より名張1万5000石の領地を相続する。残された書状から関白鷹司房輔とも付き合いがあったことがわかっている。元禄16年（1697年）閏2月7日没。享年51。葬地は名張徳蓮院。家督は嫡男の長源が相続した。弟の兵部長宥は3000石格で分家した。